# Paix de Chartres
Leulinghem (1393) Bicêtre (1410)
Cette paix de Chartres, signée le 9 mars 1409 à Chartres, comportait 21 articles rédigés par Jean de Montaigu. Y étaient notamment inscrits:
- l'aveu de Jean sans Peur, duc de Bourgogne concernant le meurtre de Louis Ier d'Orléans « Par sa volonté et par ses ordres, pour le bien du royaume ».
- des excuses aux enfants du duc d'Orléans.

Il fut prévu une cérémonie en la cathédrale de Chartres le 9 mars 1409. Cette cérémonie de réconciliation fut une véritable crève-cœur pour Charles et Philippe d'Orléans. En larmes ils accordèrent leur pardon à Jean sans Peur, assassin de leur père. Puis, ils prêtèrent le serment sur les Évangiles de respecter cette paix qui venait d'être signée.

## Sources
- La folie du roi Charles VI de Françoise Autrand